# Rikugi-en

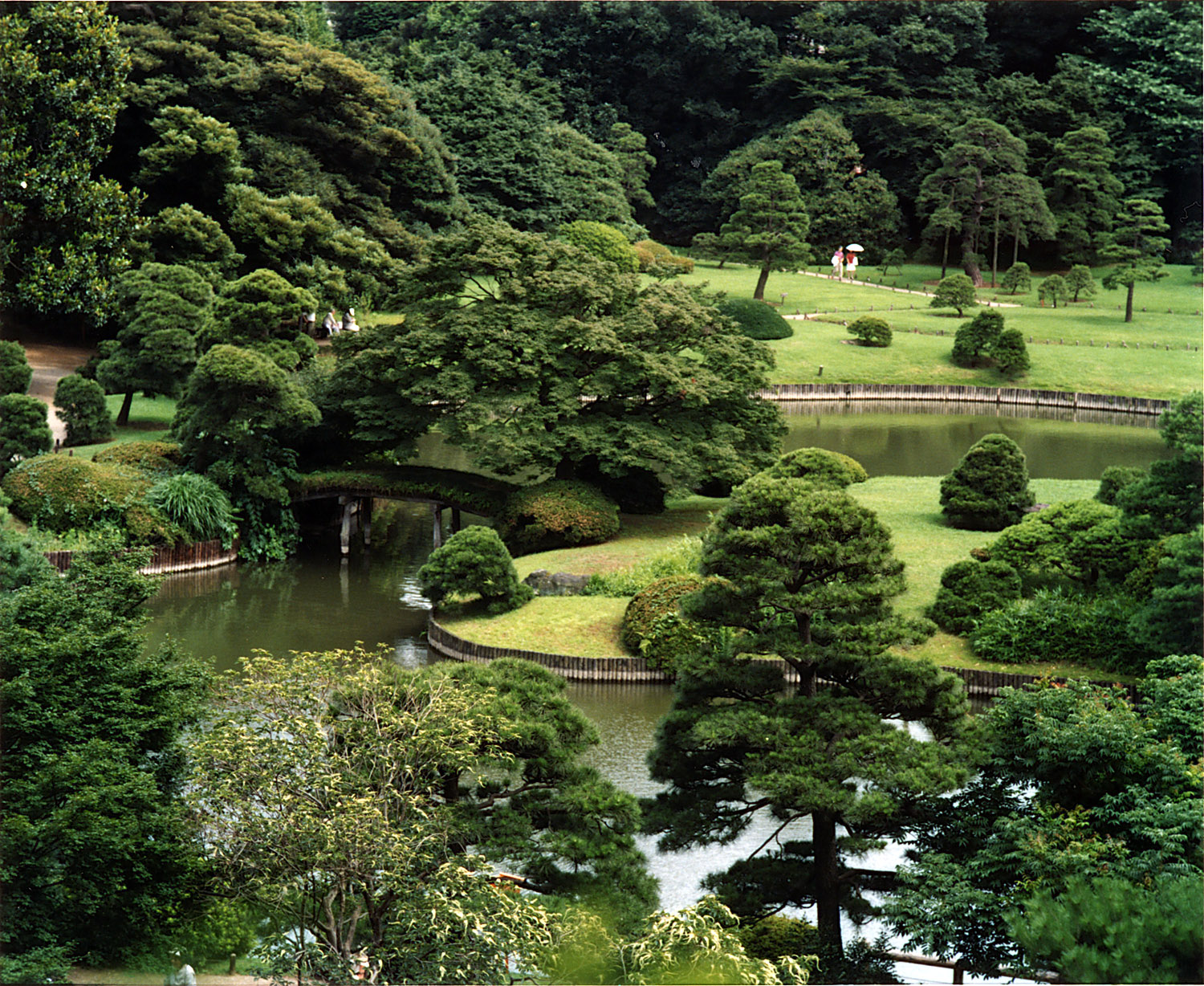
Blick vom Fujishiro-Pass

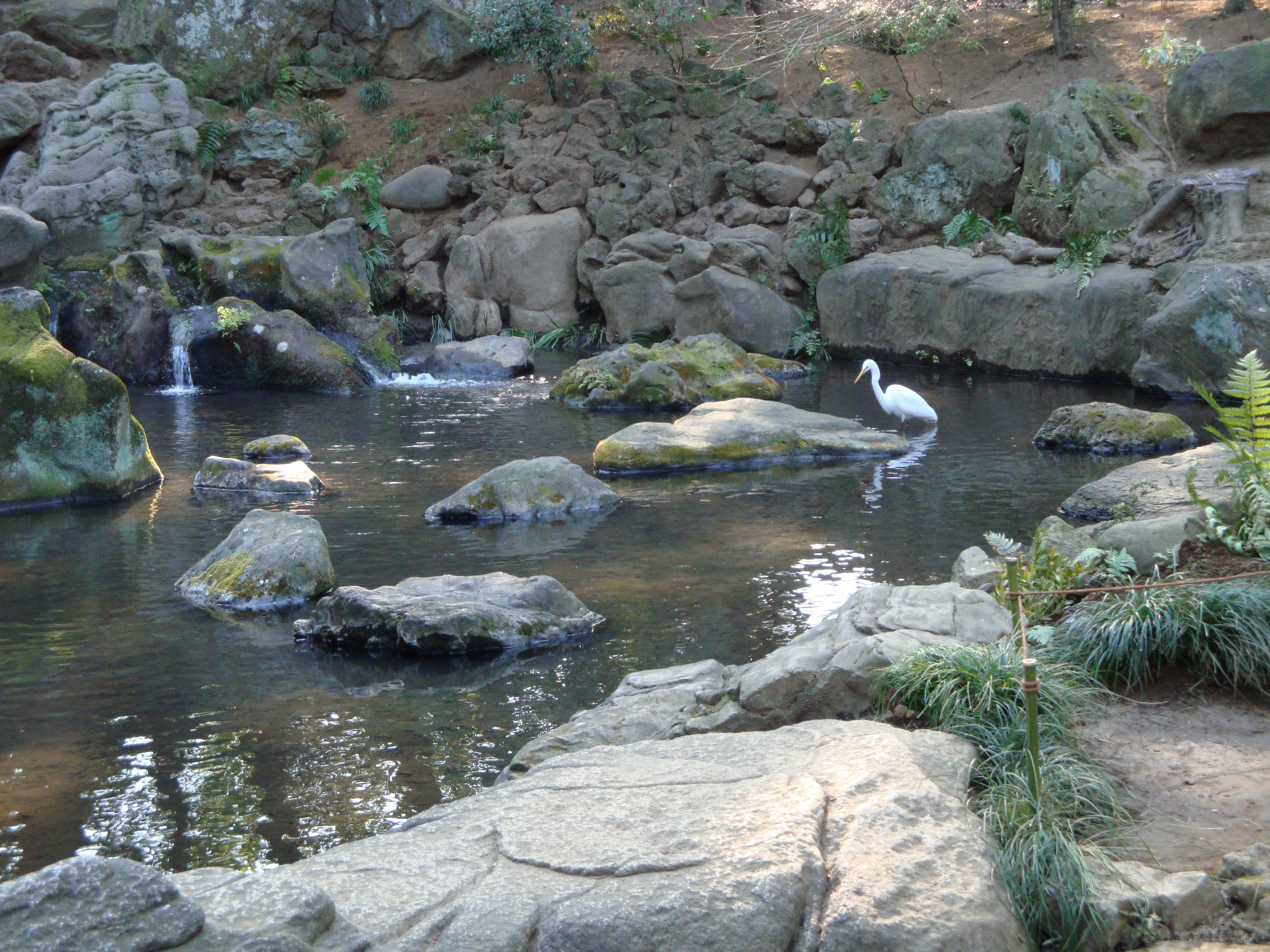
Mizuwake-Steine

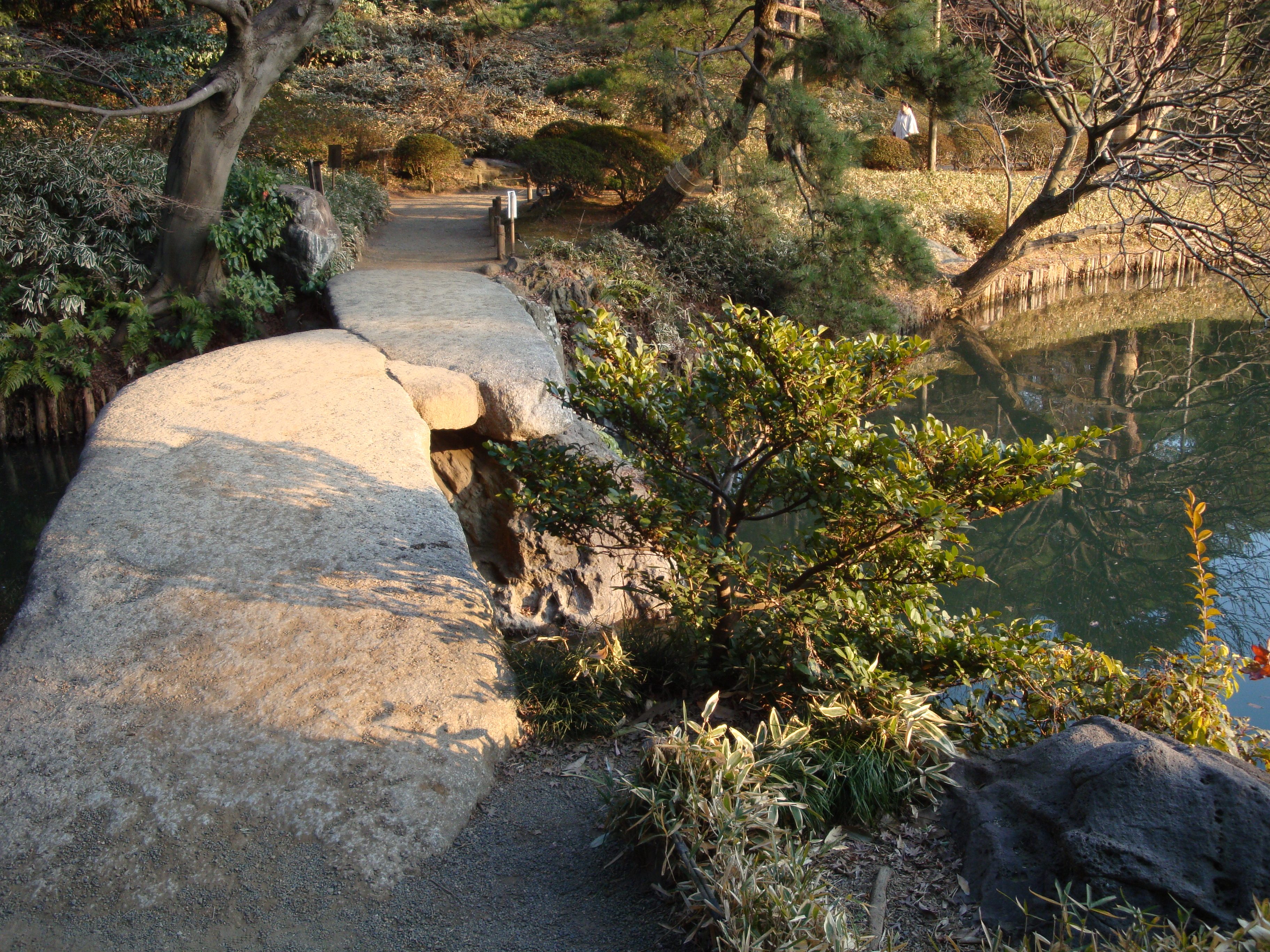
Togetsu-Brücke

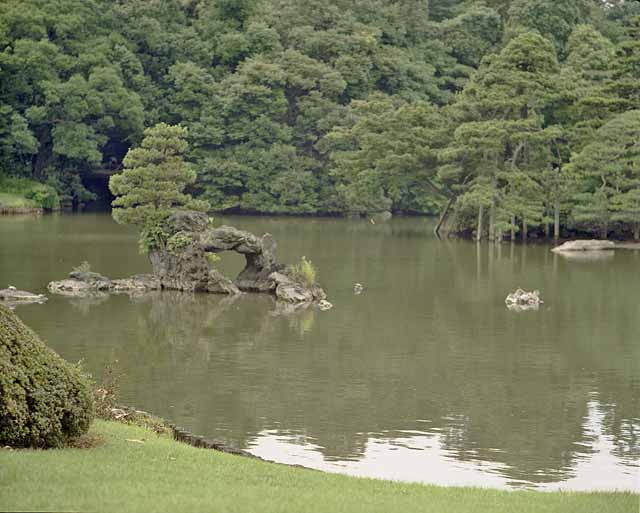
Horaishima, links die Buckelinseln

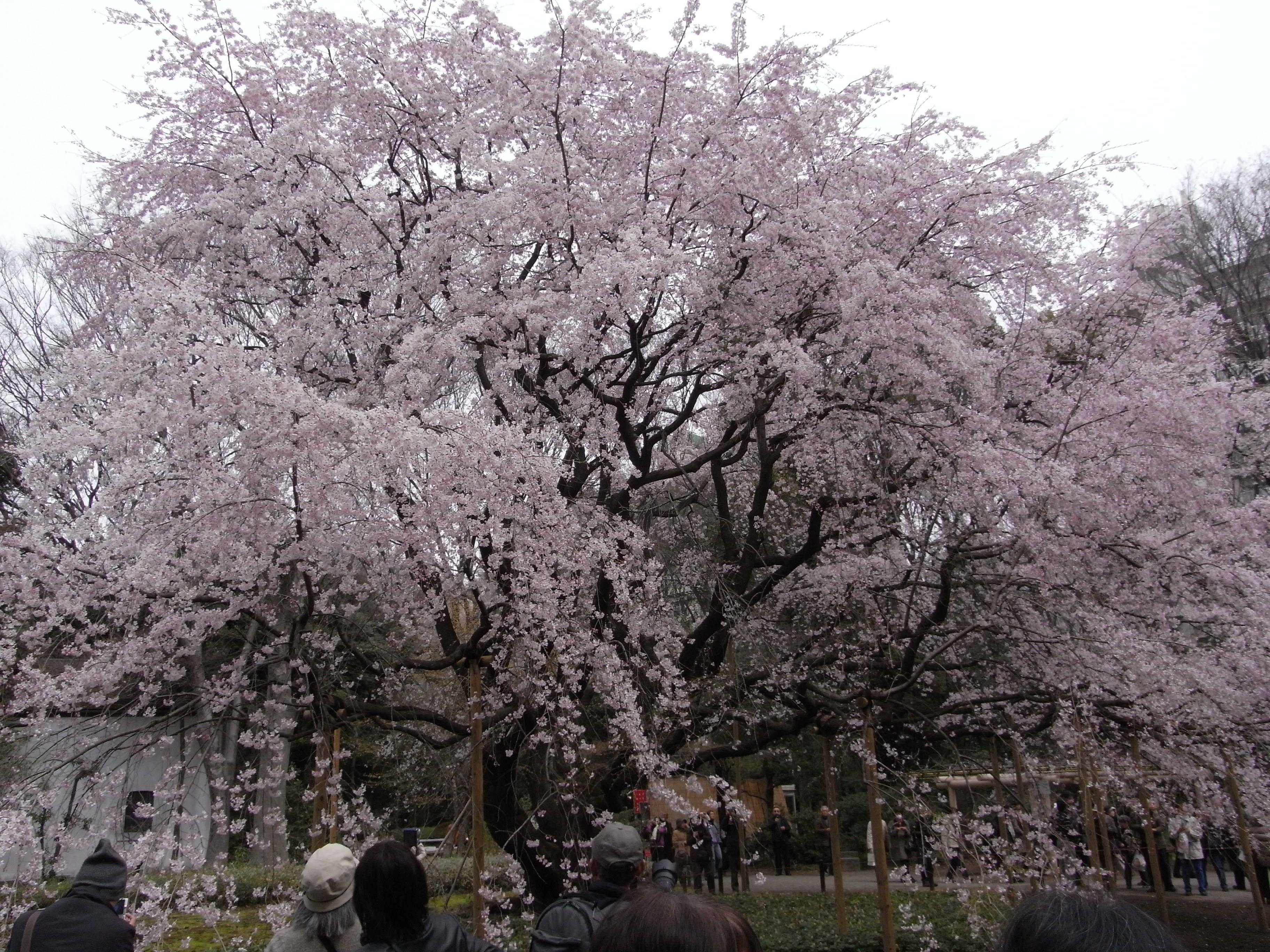
„Hängekirsche“ (shidare sakura) im Eingangsbereich des Parks

Der Rikugi-en (japanisch 六義園) oder auch „Rikugi-Park“ ist einer der bedeutenden Wandelgärten der Edo-Zeit in Tokio. Er gehört zu den „Ausgezeichneten Sehenswürdigkeiten“ (tokubetsu meishō) Japans.

## Geschichte
Yanagisawa Yoshiyasu (1658–1714), ein enger Vertrauter des fünften Shōgun Tokugawa Tsunayoshi, erhielt von diesem im 4. Monat des Jahres 1695 in Komagome am Nordrand von Edo, an der Straße nach Nikkō, ein Gelände, auf dem er eine Nebenresidenz und bis 1702 einen Wandelgarten anlegte. Dessen Name bezieht sich auf die sechs Grundsätze der chinesischen Dichtkunst. Von den Sechs sind drei auf Art und Inhalt bezogen und lassen sich etwa wie folgt wiedergeben:
- „volkstümlich“ (風, fū), „höfisch“ (雅, ga), „Vorfahren ehrend“ (頌, shō)

und weitere drei nach Darstellung
- „direkt“ (賦, fu), „vergleichend“ (比, hi), „anrührend“ (興, kyō).

Diese sechs Prinzipien wurde von Japan übernommen und an die Waka-Dichtkunst angepasst. Yanagisawa befasste sich damit und legte seine Sicht in dem „Rikugien no ki“ nieder. Auf seine Bitte hin verfassten Hofadelige in Kyōto 12 Waka zu bestimmten Orten im Garten.
Nach Yanagisawas Tod verfiel der Garten. Zu Beginn der Meiji-Zeit erwarb der Mitsubishi-Gründer Iwasaki Yatarō das Grundstück, der den Garten restaurieren und mit einer, für die Zeit typischen hohen Backsteinmauer umgeben ließ. 1938 schenkte die Familie Iwasaki den Garten der Stadt.

## Der Park
Der Park, in der Musashino-Ebene gelegen, wurde mit aufgeschütteten Anhöhen und Gewässern als Miniatur-Landschaft gestaltet. Sein Wasser bezieht der Park aus dem Sengawa jōsui (千川上水), der den Norden von Edo mit Wasser versorgt. 88 besonders schöne Stellen im Park haben Namen erhalten, die sich auf Orte in Japans, China, Orte in Liedern oder einfach auf alte Zeiten beziehen.
Im großen Teich in der Mitte des Parks befinden sich die übliche „Inneninsel“, die über eine Brücke erreichbar ist. Auf der Insel gibt es zwei Anhöhen, Imoyama, Seyama (妹山・背山) genannt, die Mann und Frau als Paar symbolisieren. Weiter gibt es in dem Teich eine kleine „Insel der Glückseligen“ (蓬莱島, Hōraijima). Zu ihr führt eine „Schwimmende Schildkröten-Brücke“ (亀浮橋, kame-ukihashi), bestehend aus Buckelinseln. Auch ein „sich hinstreckenden Drachen“ (臥竜石, Garyū seki) ist in dem Teich zu sehen. Das Ufer des Teichs ist mit „Gezeitenhafen“ (出汐の湊, Deshio no minato), „Seegras-Ufer“ (玉藻の磯, Tamamo no iso) und „Quell-Gestade“ (吹上浜, Fukiage hama) abwechslungsreich gestaltet.
Die höchste Erhebung im Garten wird vom „Wisterien-Pass“ (藤代峠, Fujishiro tōge) eingenommen. Hinauf führt der schmale, gewundene „Spinnen-Weg“ (蛛道, Sasakani no michi). Zu dieser Anhöhe, die ganz von Wasserläufen umgeben ist, führen die Togetsukyō (渡月橋) und drei weitere Brücken.
Im Südwestteil des Parks sind in einem Wasser führenden Graben Steine platziert, die Mizuwake ishi (水分石). Dort befindet sich auch die „Regenpfeifer-Brücke“ (千鳥橋, Chidori-bashi). – Es gibt einige Teehäuser im Park, so das einfache Taki-mi no chaya (滝見の茶屋), aber auch größere Pavillons, die gemietet werden können. Am Nordwest-Rand des Parks hat sich der Senri-ba (千里場) erhalten, eine Bahn zum Ausreiten der Pferde.
Der Park ist bekannt für seine Blumen, insbesondere für die Azaleen, die Blüte der Shidare-Kirsche (枝垂桜) im Frühjahr und die Laubfärbung im Herbst. Weit vom Zentrum der Stadt entfernt und ursprünglich eine Welt für sich, wird der Park heute von Hochhäusern eingeschlossen.

## Kenndaten
- Betreiber: Präfektur Tokio, es wird Eintritt erhoben
- Eröffnung: 16. Oktober 1938
- Fläche: 87.809,41
- Baumbestand: 6.340 Bäume, 28.700 Büsche
- Einrichtungen: mietbare Pavillons, Kiosk